# Kambaldaite
La kambaldaite è un minerale.